# Aitolien
Aitolien (græsk: Αἰτωλία, transskription: Aitōlía) er en bjergrig region i Grækenland på nordkysten af Korinthbugten, der danner den østlige del af den moderne regionale enhed Aetolia-Acarnania.

## Historie

### Antikken
Stammer kendt som kuretere – navngivet efter det nærliggende bjerg Kourion, eller blot for at skille sig ud fra akarnanerne, som blev kaldt sådan fordi de var uklippede – og lelegere beboede oprindeligt landet, men i en tidlig periode etablerede grækere fra Elis – ledet af den mytiske eponym Aitolos – kolonier. Dionysios fra Halikarnassos nævner, at kuretere var det gamle navn for aitoliere og lelegere det gamle navn for lokriere. Aitoliere deltog i Den Trojanske Krig under deres konge Thoas.
Aitoliens bjergstammer var ophionerne, apodoterne, agraerne, aperanterne og eurytanerne.
Disse stammers primitive livsstil gjorde indtryk på antikke historikere. Polybios tvivlede på deres græske herkomst, mens Livius beretter, at de talte et sprog, der lignede makedonernes. På den anden side hævder Thukydid, at eurytanerne talte et meget vanskeligt sprog og spiste deres mad fuldstændig rå. De var halvbarbariske, krigeriske og rovlystne. De dyrkede Apollon som gud for den tæmmede natur og Artemis som gudinde for vildnisset. De dyrkede også Athene – ikke som visdommens gudinde – men med vægt på krigselementet – dvs. en gudinde, der var en modvægt til guden Ares. De kaldte Apollon og Artemis for "Laphrios-guder", dvs. beskyttere af krigsbytte og rov. Derudover dyrkede de Herkules, floden Akheloos og Bacchus. I Thermos – et område nord for Trichonis-søen – var der efter det 7. århundrede et tempel for Apollon "Thermios", som blev et betydeligt religiøst center i Det Aitoliske Forbunds tid.
Aitoliere nægtede at deltage i Perserkrigene. I 426 f.Kr. besejrede de under ledelse af Aegitios athenerne og deres allierede, som var vendt imod Apodotia og Ophioneia under general Demosthenes' kommando. De formåede dog ikke at generobre Naupaktos, som i mellemtiden var blevet erobret af korintherne med hjælp fra athenerne. Ved afslutningen af den Peloponnesiske Krig deltog aitoliere som lejesoldater for athenerne i ekspeditionen mod Syrakus.
Aitoliere etablerede tidligt et forenet forbund, Det Aitoliske Forbund. Det blev hurtigt en magtfuld konføderation (sympoliteia), og omkring 340 f.Kr. var det blevet en af de førende militærmagter i antikkens Grækenland. Det var oprindeligt blevet organiseret under Filip 2.'s regeringstid af byerne i Aitolien til deres fælles fordel og beskyttelse og blev en formidabel rival til de makedonske monarker og Det Achaiske Forbund.